# Enric Cardús i Llevat
Enric Cardús i Llevat (Reus, 28 d'octubre de 1942) és un economista i polític català.

## Biografia
Llicenciat en ciències econòmiques per la Universitat de Barcelona, ha treballat com a actuari d'assegurances i assessor de la Cooperativa Comarcal Avícola. És membre del Col·legi d'Economistes de Catalunya, de l'Instituto de Actuarios Espanoles i de l'Instituto de Censores Jurados de Cuentas de España.
Fou elegit diputat a les eleccions al Parlament de Catalunya de 1984 per la circumscripció de Tarragona dins les llistes de Convergència i Unió. A les eleccions municipals de 1987 fou escollit regidor de l'ajuntament de Reus. També fou el primer president del Consell Comarcal del Baix Camp (1988-1991). Posteriorment ha format part del consell d'administració de Caixa Tarragona, de la que en fou vicepresident, i és membre del Registre Oficial d'Auditors de Comptes.